# Porphytoma
Porphytoma là một chi bọ cánh cứng trong họ Chrysomelidae.
Chi này được miêu tả khoa học năm 1903 bởi Jacoby.

## Các loài
Chi này gồm các loài:
- Porphytoma dives (Karsch, 1881)